# Sourdeval
Sourdeval és un municipi francès situat al departament de la Manche i a la regió de Normandia. L'any 2007 tenia 2.887 habitants.

## Demografia

### Població
El 2007 la població de fet de Sourdeval era de 2.887 persones. Hi havia 1.322 famílies de les quals 446 eren unipersonals (129 homes vivint sols i 317 dones vivint soles), 525 parelles sense fills, 302 parelles amb fills i 49 famílies monoparentals amb fills.
La població ha evolucionat segons el següent gràfic:
Habitants censats

### Habitatges
El 2007 hi havia 1.577 habitatges, 1.342 eren l'habitatge principal de la família, 124 eren segones residències i 111 estaven desocupats. 1.274 eren cases i 297 eren apartaments. Dels 1.342 habitatges principals, 799 estaven ocupats pels seus propietaris, 524 estaven llogats i ocupats pels llogaters i 19 estaven cedits a títol gratuït; 9 tenien una cambra, 101 en tenien dues, 257 en tenien tres, 432 en tenien quatre i 542 en tenien cinc o més. 967 habitatges disposaven pel capbaix d'una plaça de pàrquing. A 715 habitatges hi havia un automòbil i a 388 n'hi havia dos o més.

### Piràmide de població
La piràmide de població per edats i sexe el 2009 era:
| Homes | Edats   | Dones |
| ----- | ------- | ----- |
| 0     | 95 o +  | 12    |
| 12    | 90 a 94 | 36    |
| 32    | 85 a 89 | 48    |
| 20    | 80 a 84 | 28    |
| 80    | 75 a 79 | 104   |
| 76    | 70 a 74 | 132   |
| 112   | 65 a 69 | 136   |
| 128   | 60 a 64 | 128   |
| 88    | 55 a 59 | 80    |
| 104   | 50 a 54 | 92    |
| 100   | 45 a 49 | 88    |
| 64    | 40 a 44 | 88    |
| 80    | 35 a 39 | 88    |
| 92    | 30 a 34 | 60    |
| 84    | 25 a 29 | 112   |
| 52    | 20 a 24 | 72    |
| 76    | 15 a 19 | 88    |
| 120   | 10 a 14 | 52    |
| 76    | 5 a 9   | 72    |
| 72    | 0 a 4   | 44    |

## Economia
El 2007 la població en edat de treballar era de 1.549 persones, 1.103 eren actives i 446 eren inactives. De les 1.103 persones actives 1.013 estaven ocupades (538 homes i 475 dones) i 91 estaven aturades (40 homes i 51 dones). De les 446 persones inactives 223 estaven jubilades, 98 estaven estudiant i 125 estaven classificades com a «altres inactius».

### Ingressos
El 2009 a Sourdeval hi havia 1.294 unitats fiscals que integraven 2.715 persones, la mediana anual d'ingressos fiscals per persona era de 15.092 €.

### Activitats econòmiques
Dels 167 establiments que hi havia el 2007, 1 era d'una empresa extractiva, 9 d'empreses alimentàries, 2 d'empreses de fabricació de material elèctric, 8 d'empreses de fabricació d'altres productes industrials, 26 d'empreses de construcció, 47 d'empreses de comerç i reparació d'automòbils, 9 d'empreses de transport, 12 d'empreses d'hostatgeria i restauració, 1 d'una empresa d'informació i comunicació, 9 d'empreses financeres, 3 d'empreses immobiliàries, 12 d'empreses de serveis, 16 d'entitats de l'administració pública i 12 d'empreses classificades com a «altres activitats de serveis».
Dels 52 establiments de servei als particulars que hi havia el 2009, 1 era una gendarmeria, 1 oficina de correu, 3 oficines bancàries, 1 funerària, 2 tallers de reparació d'automòbils i de material agrícola, 1 taller d'inspecció tècnica de vehicles, 1 autoescola, 5 paletes, 4 guixaires pintors, 5 fusteries, 7 lampisteries, 3 electricistes, 1 empresa de construcció, 7 perruqueries, 2 veterinaris, 7 restaurants i 1 saló de bellesa.
Dels 19 establiments comercials que hi havia el 2009, 1 era un hipermercat, 1 una botiga de més de 120 m², 5 fleques, 3 carnisseries, 1 una botiga de congelats, 1 una peixateria, 2 botigues de roba, 2 drogueries i 3 floristeries.
L'any 2000 a Sourdeval hi havia 134 explotacions agrícoles que ocupaven un total de 2.704 hectàrees.

## Equipaments sanitaris i escolars
El 2009 hi havia 2 farmàcies i 1 ambulància.
El 2009 hi havia 2 escoles maternals i 2 escoles elementals. Sourdeval disposava de 2 col·legis d'educació secundària amb 193 alumnes.

## Poblacions més properes
El següent diagrama mostra les poblacions més properes.